# Мотовилов, Александр Андреевич
Алекса́ндр Андре́евич Мотови́лов (1850 — 1920) — русский общественный деятель и политик, член Государственной думы от Симбирской губернии, товарищ председателя Всероссийского национального союза.

## Биография

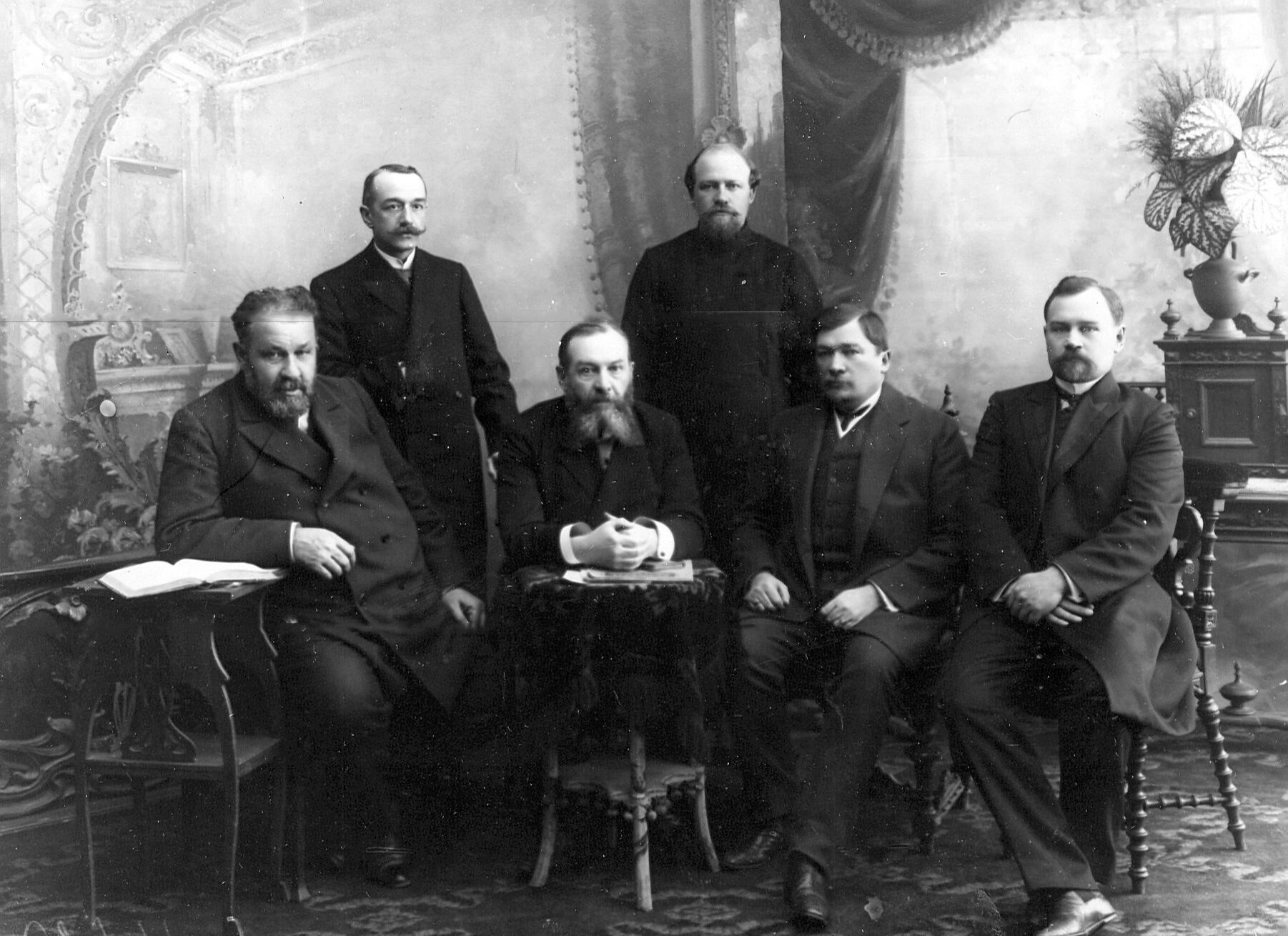
Члены Государственной думы III созыва от Симбирской губернии. А. А. Мотовилов — второй слева, сидит.

Из потомственных дворян Симбирской губернии. Землевладелец Сенгилеевского уезда (890 десятин), его жене принадлежало 701, а родителям — 743 десятины в той же губернии.
Сын отставного поручика Андрея Егоровича Мотовилова (1808—1895?) и его жены Агнии Егоровны. Младший брат Иван (1854—1917) — хирург.
Окончил Симбирскую гимназию с золотой медалью (1869) и юридический факультет Казанского университета со степенью кандидата прав (1873).
По окончании университета поступил на службу в гражданский кассационный департамент Сената. В 1875 году поселился в симбирском имении Скорлятка и перешел на службу по выборам: состоял участковым мировым судьей, избирался гласным Сенгилеевского уездного (с 1874) и Симбирского губернского (с 1875) земств, почетным мировым судьей. Позднее служил земским начальником, состоял непременным членом Симбирского губернского присутствия. Дослужился до чина действительного статского советника (1902). Состоял членом Симбирского общества сельского хозяйства, действительным членом Симбирской ученой архивной комиссии, а также почетным попечителем Симбирской мужской гимназии.
В 1907 году был избран членом Государственной думы от Симбирской губернии. Входил в Национальную группу, c 3-й сессии — в русскую национальную фракцию. Входил в Совет фракции, был товарищем председателя фракции, написал её первый устав. Состоял товарищем председателя продовольственной комиссии, докладчиком финансовой комиссии, а также членом комиссий: по городским делам, для рассмотрения законопроекта об охране древностей, финансовой. Высказывался за более тесное сотрудничество с фракцией правых.
Стал одним из учредителей Всероссийского национального союза: был товарищем председателя Союза, а в 1909 году исполнял обязанности председателя. В феврале 1910 был избран старшим товарищем председателя ВНС, представлял правое крыло партии.
В 1912 году был вновь избран в Думу от Симбирской губернии. Входил во фракцию русских националистов и умеренно-правых (ФНУП), после её раскола в августе 1915 — среди сторонников П. Н. Балашова. Состоял товарищем председателя комиссии по направлению законодательных предположений, председателем продовольственной комиссии, а также членом финансовой комиссии. Выступал в защиту правительства от критики Прогрессивного блока.
11 октября 1918 года был арестован Симбирской ЧК, 17 декабря — приговорен к штрафу на 1000 рублей за «антисоветскую деятельность» и освобожден из-под стражи. Скончался в 1920 году.

## Семья
В 1873 году женился на итальянке Ангелине Петровне Паста. Их дети:
- Андрей (1876—?), выпускник Симбирской гимназии и юридического факультета Московского университета. Земский деятель, почетный мировой судья.

## Награды
- Орден Святой Анны 3-й ст. (1893)
- Орден Святого Владимира 3-й ст. (1905)
- Орден Святого Станислава 1-й ст. (1908)

- медаль «В память царствования императора Александра III»;
- медаль «За труды по первой всеобщей переписи населения».